# Ao (plemię)
Ao – jedno z najważniejszym plemion zaliczanych do Nagów zamieszkujących górskie tereny indyskiech stanów Nagaland i Asam. Ich liczebność jest szacowana na ponad 230 tysięcy osób. Posługują się językiem ao, należącym do grupy języków tybeto-birmańskich. Wskaźnik analfabetyzmu wśród Aów jest znacznie niższy niż średnia indyjska, 86% z nich potrafi pisać i czytać w ojczystym języku. W przeszłości byli znani jako łowcy głów.